# Conrad Geißler

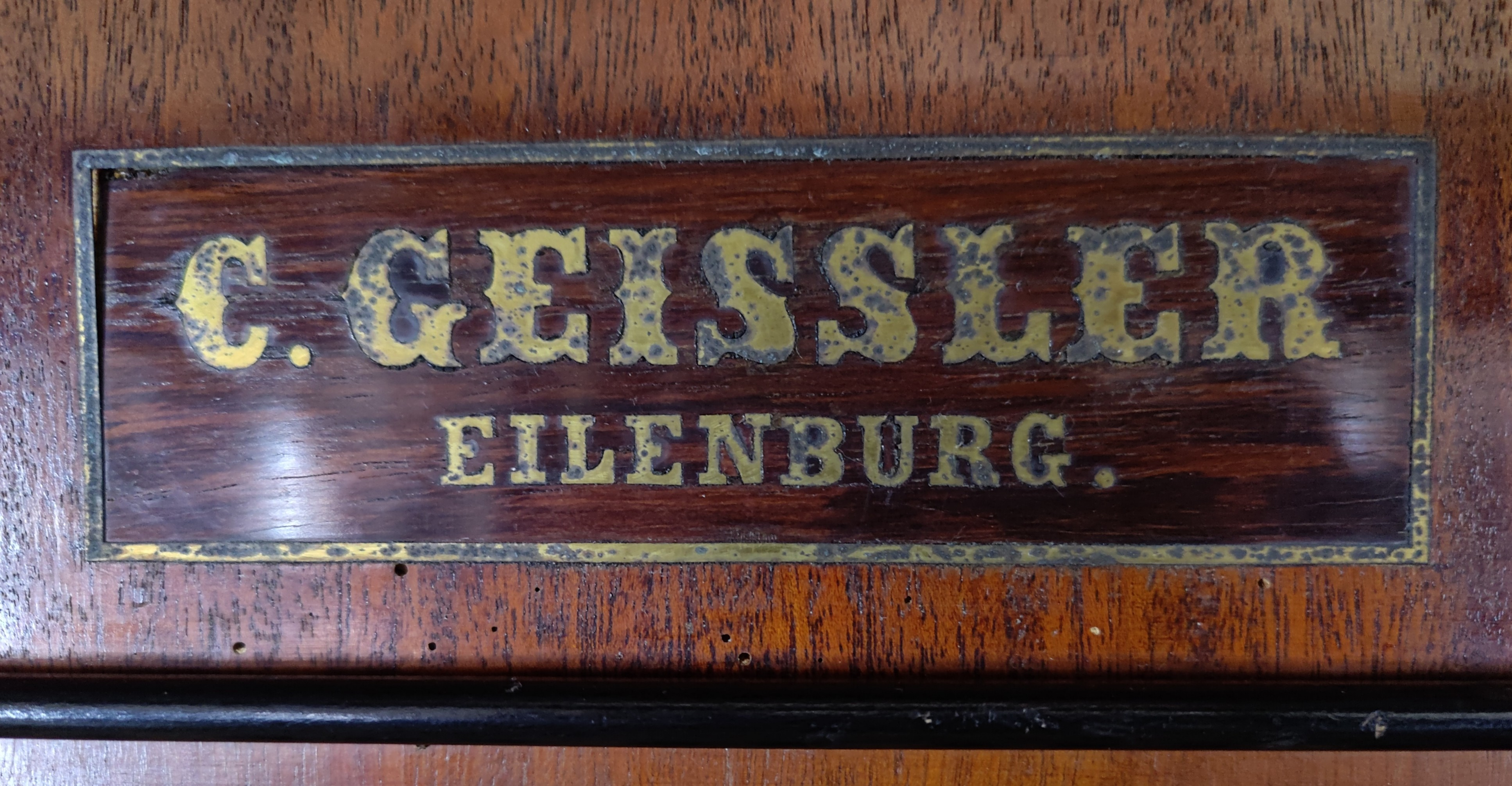
Namenszug an der Orgel in Straach

Conrad Geißler, auch Geissler (* 18. Mai 1825 in Eilenburg; † 24. Mai 1897 ebenda) war ein deutscher Orgelbaumeister. Geißler fertigte in 45 Arbeitsjahren 120 Orgeln hauptsächlich für Kirchen des mitteldeutschen Raumes.

## Leben und Wirken

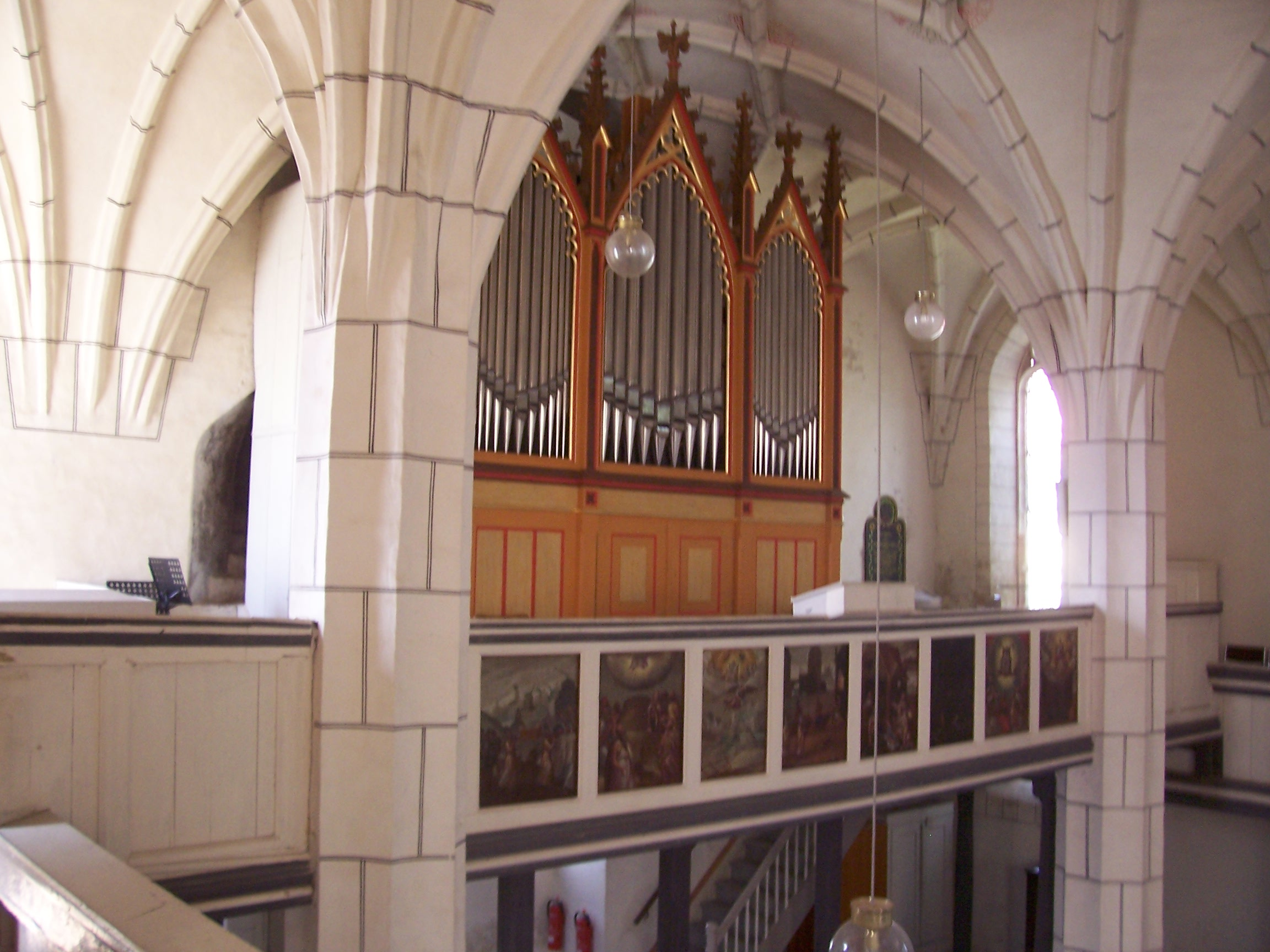
Restaurierte und nahezu original erhaltene Geißler-Orgel in der Marienkirche Eilenburg

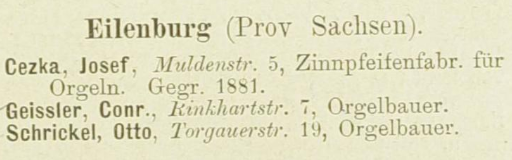
Eilenburger Orgelbauer in einem Adressbuch um 1890

Geißler wurde 1825 als Sohn des Seminardirektors Gottfried Geißler in Eilenburg geboren. Geißler erlernte das Orgelbauhandwerk bei Ludwig Weineck in Eilenburg und assistierte ihm als Geselle beim 1844 abgeschlossenen Neubau der Orgel in der Nikolaikirche. Da Weineck jedoch bis spätestens 1845 nach Bayreuth umgezogen war, folgte Geißler ihm, um seine Ausbildung zu beenden. Während seiner anschließenden Wanderjahre lernte Geißler bei Johann Gottlob Mende in Leipzig (1846–1848), Franz Ullmann in Wien (1848–1850), Franz Borgias Maerz in München (1850/1851), Eberhard Friedrich Walcker in Ludwigsburg (1851) und Gustav Schlimbach in Speyer (1851/1852).
Nach dem Abschluss der Wanderjahre und dem Erwerb des Meisterbriefes gründete Geißler 1852 ein eigenes Orgelbauunternehmen in seiner Heimatstadt Eilenburg. Sein erstes Werk war eine Orgel für die katholische Kirche in Torgau.
Nach einem wohlwollenden Beitrag in der Urania: Musik-Zeitschrift für Orgelbau, Orgel- und Harmoniumspiel im Jahr 1854 zu seinem Profener Opus besserte sich die Auftragslage Geißlers spürbar. Der Orgelbauer fertigte vorrangig mittlere und kleinere Orgeln für zahlreiche Dorfkirchen Mitteldeutschlands, die kleinste in Zemnick mit gerade vier Registern. Größere Orgeln baute er für die Stadtkirche Bad Schmiedeberg (1855), die Marienkirche in Eilenburg (1864), Hartenstein bei Zwickau (1870), Thonberg (1873) und Mühlberg/Elbe (1887). Seine größte Orgel mit drei Manualen und 44 Registern baute er für die Stadtkirche in Torgau (1872). Während seine kleineren Werke in großer Zahl erhalten geblieben sind, verschwanden bis heute alle dreimanualigen Werke Geißlers durch Um- oder Neubauten; die in Torgau ging durch Zerstörung im 2. Weltkrieg verloren.
Geißler beschäftigte in seiner gegenüber der Nikolaikirche auf der anderen Straßenseite stehenden Werkstatt 8 bis 15 Mitarbeiter. Dank seiner guten wirtschaftlichen Lage konnte er es sich im Allgemeinen leisten, auf Reparatur- und Umbauaufträge zu verzichten, so dass deren Zahl gering blieb. Größere Umbaumaßnahmen nahm er an den Orgeln der Stadtkirchen in Schkölen (1857), Sorau (1880), Düben (1894) und in der Nikolaikirche Eilenburg (1883) vor, deren Weineck-Orgel er auf 42 Register erweiterte. Erweiternde Umbauten sind auch für die Instrumente der Dorfkirchen in Pehritzsch (1860) und Falkenhain (1874) bekannt. Außerdem setzte er im Jahr 1869 in Püchau die Orgel Gottfried Silbermanns in die neue Kirche um.
Zwischen 1868 und 1871 beteiligte er sich zusammen mit Wilhelm Rühlmann an der Ausführung mehrerer Aufträge, die Friedrich Ladegast erhalten hatte.
Geißler baute zunächst Orgeln mit Kegelladen, die erst 1842 erfunden worden waren. Die 1853 gebaute Orgel für die Dorfkirche in Profen ist vermutlich die älteste erhaltene Orgel mit Kegellade in Ostdeutschland. Nach in dieser Form gefertigten Orgeln kehrte Geißler 1857 zur klassischen Bauart mit mechanischer Schleiflade zurück. Er verzichtete im Laufe der Jahre immer mehr auf Neuerungen oder Experimente und setzte auf konservative, bewährte Bauweisen. Seine Orgeln waren solide und hatten eine lange Haltbarkeit. In seinen späten Schaffensjahren verlor er, ähnlich wie Friedrich Ladegast, mit seinem Festhalten an traditionellen Konstruktionsprinzipien zunehmend Aufträge an Konkurrenzfirmen wie Sauer, Walcker und Wilhelm Rühlmann, die ab etwa den 1880er Jahren meist nur noch Orgeln mit der damals neu in Mode gekommenen pneumatischen Traktur fertigten.
Aus seiner Ehe mit Auguste Helene Ernstina Kaldrack gingen fünf Kinder hervor, von denen drei den Vater nicht überlebten. Seine Tochter Margarete wurde Kantorin in Eilenburg. Nach dem Tod Geißlers 1897 scheiterte die Suche nach einem Nachfolger; eine Konditoreifirma kaufte das Werkstattgrundstück in der Rinckartstraße 7. Das Haus wurde im April 1945 durch amerikanischen Artilleriebeschuss zerstört.

## Werkliste (unvollständig)
Die Opusliste umfasste 120 Orgeln. Es handelt sich weitestgehend um Neubauten, vor allem in der Umgebung von Eilenburg, Torgau, Delitzsch und Wittenberg, aber auch um Leipzig, Grimma, Zwickau, Naumburg (Saale) und Apolda, einzelne in der Niederlausitz, der Mark Brandenburg und Schlesien, eine in Lettland (damals Russland). Einige Werke sind erhalten. Umbauten durch Geissler sind, soweit nachweisbar, in folgender Tabelle sämtlich in der letzten Spalte für Bemerkungen benannt. Neubauten in übernommene, leere Vorgängergehäuse werden nicht als Umbauten aufgefasst. Nicht mehr vorhandene Instrumente sind kursiv gesetzt.
| Inhaltsverzeichnis | 1850er | 1860er | 1870er | 1880er | 1890er |

| Jahr           | Opus       | Ort                                                   | Gebäude                                                   | Bild                       | Manuale /Pedal       | Register                                  | Bemerkungen |
| -------------- | ---------- | ----------------------------------------------------- | --------------------------------------------------------- | -------------------------- | -------------------- | ----------------------------------------- | --- |
| --- 1850er --- |            |                                                       |                                                           |                            |                      |                                           | |
| 1853           | 1          | Torgau                                                | Katholische Kirche                                        |                            | I/P                  | 5                                         | erster Orgelneubau, nicht erhalten |
| 1854           | 2          | Profen                                                | Dorfkirche Profen                                         |                            | II/P                 | 24                                        | zweite Orgel, erhalten, wahrscheinlich älteste bestehende größere Kegelladenorgel im heutigen Ostdeutschland |
| 1855           | 3          | Bad Schmiedeberg                                      | Stadtkirche St. Nikolai                                   |                            | II/P                 | 26                                        | Kegelladenorgel, erhalten, 1930 pneumatisiert, 1997 durch Fa. Voigt restauriert und wieder mit mechanischen Trakturen ausgestattet                                                                                         |
| 1855           | 4          | Scholitz                                              | Dorfkirche                                                |                            | I                    | 4                                         | ohne Pedal |
| 1855           | 5          | Zeckritz                                              | Kreuzkirche                                               |                            | I/P                  | 6                                         | nicht erhalten oder versetzt um 1908 |
| 1855           | 6          | Mockritz                                              | Dorfkirche                                                |                            | I/P                  | 7                                         | Kegelladenorgel, Geißlers einziger Bau mit frei stehendem Spieltisch, erhalten |
| 1856           | 7          | Kleinwölkau                                           | Patronatskirche                                           |                            | II/P                 | 17                                        | Kegelladenorgel, nicht erhalten oder versetzt |
| 1856           | 8          | Schöna                                                | Dorfkirche                                                |                            | I/P                  | 9                                         | Kegelladenorgel, erhalten |
| 1856           | 9          | Hohenlubast                                           | Dornbuschkirche                                           |                            | I/P                  | 7                                         | Kegelladenorgel, erhalten, derzeit nicht spielbar |
| 1857           | 10         | Dörstewitz                                            | Dorfkirche                                                |                            | I/P                  | 8                                         | |
| 1857           | 11         | Schkölen                                              | Stadtkirche Selige-Jungfrau-Maria                         |                            | II/P                 | 26                                        | in Kommission für Ladegast gebaut, Übernahmeumfang der Hartung-Orgel von 1756 ungeklärt, erhalten, 1993 restauriert |
| 1858           | 12         | Gorsdorf                                              | Kirche                                                    |                            | I/P                  | 9                                         | |
| 1858           | 13         | Zaasch                                                | St. Ursula                                                |                            | II/P                 | 12                                        | am 25. Juli 1858 abgenommen, erhalten, 2016 restauriert |
| 1858           | 14         | Golpa                                                 | Dorfkirche                                                |                            | I/P                  | 9                                         | nicht erhalten oder versetzt |
| 1859           | 15         | Zschornewitz                                          | Kirche                                                    |                            | I/P                  | 9                                         | |
| 1859           | 16         | Priester (Krostitz)                                   | Kirche                                                    |                            | I/P                  | 10                                        | |
| 1859           | 17         | Taura                                                 | Kirche                                                    |                            | I/P                  | 8                                         | 1999 restauriert |
| 1859           | 18         | Glebitzsch                                            | Kirche                                                    |                            | II/P                 | 12                                        | erhalten, 2007 restauriert |
| --- 1860er --- |            |                                                       |                                                           |                            |                      |                                           | |
| 1860           | 20         | Hohenroda                                             | Kirche                                                    |                            | I/P                  | 12                                        | eingeweiht am 11. Juli 1861 |
| 1861           | 21         | Freyburg an der Unstrut                               | St. Marien                                                |                            | II/P                 | 25                                        | erhalten,Orgel eingeweiht am 4. August 1861 |
| 1861           | 22         | Delitzsch nach 1926: Laue                             | Gefängniskirche nach 1926: Dorfkirche                     |                            | I/P                  | 11                                        | versetzt, erhalten |
| 1862           | 23         | Bachra                                                | St. Dionysius                                             |                            | II/P                 | 19                                        | erhalten, 1990–1992 restauriert |
| 1862           | 24         | Großtreben                                            | Kirche                                                    |                            | I/P                  | 10                                        | erhalten, 2010–2011 restauriert |
| 1863           | 25         | Großwölkau                                            | Gellertkirche                                             |                            | I/P                  | 6                                         | |
| 1863           | 26         | Lindau                                                | Elisabethkirche                                           |                            | II/P                 | 13                                        | erhalten, 1999 restauriert |
| 1864           | 27         | Eilenburg                                             | Marienkirche bzw. Bergkirche                              |                            | II/P                 | 22                                        | 1999–2000 restauriert, nahezu original erhalten |
| 1864           | 28         | Reinharz                                              | Dorfkirche bzw. Barockkirche                              |                            | II/P                 | 14                                        | am 2. Oktober 1864 eingeweiht, 1998 restauriert |
| 1864–1865      | 29         | Gaumnitz ab 1931: Nienstedt                           | Dorfkirche ab 1931: St. Laurentii                         |                            | II/P                 | 15                                        | 1865 eingeweiht, 1931 von Paul Otto Johann Strobel nach Nienstedt versetzt (1932 Überbaggerung Gaumnitz') |
| 1864–1865      | 30         | Mölkau                                                | Kirche Zweinaundorf                                       |                            | I/P                  | 9, seit 2000: 10                          | erweitert, erhalten, 1960 und 2000 restauriert, im Auftrag Ladegasts ausgeführt |
| 1866           | 31         | Hollsteitz                                            | Kirche                                                    |                            | II/P                 | 18                                        | |
| 1866           | 32         | Grabo (Jessen)                                        | St. Pancratius                                            |                            | I/P                  | 7                                         | nicht erhalten oder versetzt um 1913 |
| 1866           | 33         | Niebel                                                | Dorfkirche                                                |                            | I/P                  | 7                                         | nicht erhalten oder versetzt um 1895 |
| 1867           | 34         | Eulau                                                 | St. Nikolai                                               |                            | II/P                 | 10                                        | 2003 restauriert |
| 1867           | 35         | Groß Särchen                                          | Kirche                                                    |                            | II/P                 | 21                                        | 1943, 1964 und 1995 von Eule Orgelbau restauriert, im Auftrag Ladegasts ausgeführt |
| 1868           | 36         | Gremmin                                               | Dorfkirche                                                |                            | I/P                  | 5                                         | nicht erhalten oder versetzt |
| 1868           | 38         | Kränzlin                                              | Dorfkirche                                                |                            | I/P                  | 7                                         | nicht erhalten |
| 1868           | 39         | Jessen                                                | Stadtkirche St. Nicolai                                   |                            | II/P                 | 22                                        | erhalten, am 4. Oktober 1868 eingeweiht, 1994 restauriert |
| 1869           | 41         | Meuro                                                 | Dorfkirche                                                |                            | I/P                  | 7                                         | |
| 1869           | 42         | Protzen                                               | Dorfkirche                                                |                            | I/P                  | 8                                         | Aufstellung und Umbau einer Orgel eines unbekannten Erbauers aus dem 18. Jh., 1982 sechsregistriger Ersatzneubau in dasselbe Gehäuse                                                                                       |
| 1869           | 43         | Kletzen (Krostitz)                                    | Dorfkirche                                                |                            | I/P                  | 9                                         | erhalten, 2019–2020 restauriert |
| 1869           | 44         | Cainsdorf                                             | Evangelische Kirche                                       |                            | II/P                 | 23, später 20                             | verändert, erhalten → Orgel |
| 1869           |            | Knautnaundorf                                         | Andreaskirche                                             |                            | I/P                  | 10                                        | im Auftrag Ladegasts ausgeführt, nicht erhalten, spätestens 1960 unspielbar, 1972 abgebaut |
| 1869           | 45         | Bucha                                                 | Dorfkirche                                                |                            | II/P                 | 11                                        | erhalten, 1953 Gebläse elektrifiziert, 1969 und 1999 repariert |
| --- 1870er --- |            |                                                       |                                                           |                            |                      |                                           | |
| 1870           | 46         | Kreischa                                              | Kirche                                                    |                            | II/P                 | 21 seit spätestens 1945: 29               | erhalten, am 4. September 1870 eingeweiht, 1938 elektropneumatische Traktur von Barth & Boscher, Dippoldiswalde, 1945 wesentlich umdisponiert und erweitert von Eule, 2009 restauriert von Jehmlich, 2019–2021 restauriert |
| 1870           | 47         | Hartenstein                                           | Stadtkirche                                               |                            | II/P                 | 24                                        | erhalten, teilweise durch Orgelbau Eule rekonstruiert → Orgel |
| 1871           | 48         | Sorau                                                 | Klosterkirche bzw. Schlosskirche bzw. Heilig-Kreuz-Kirche |                            | II/P                 | 16                                        | am 29. Juni 1871 abgenommen |
| 1871           | 49         | Altenburg                                             | Stiftskirche Magdalenenstift                              |                            | I/P                  | 5, ab 1974: 8                             | am 8. Oktober 1871 eingeweiht, 1974 erweitert von Lahmann |
| 1871–1872      | 50         | Torgau                                                | Stadtkirche St. Marien                                    |                            | III/P                | 44                                        | am 27. März 1872 abgenommen, Geisslers größte Orgel, 1945 zerstört |
| 1872           | 51         | Parowa (1872: Tiefenfurt)                             | Kirche, heute Kirche des heiligen Antonius                |                            | II/P                 | 23                                        | erhalten, am 29. September 1872 eingeweiht |
| 1872           | 52         | Trebitz                                               | Kirche                                                    |                            | II/P                 | 13                                        | 2006 restauriert |
| 1873           | 53         | Falkenberg                                            | Kirche                                                    |                            | I/P                  | 7                                         | erhalten, 2019 restauriert |
| 1873           | 54         | Söllichau                                             | Kirche                                                    |                            | I/P                  | 9                                         | |
| 1873           |            | Thonberg (Leipzig)                                    | Alte Erlöserkirche                                        |                            | II/P, ab 1939: III/P | 23, ab 1939: 34                           | zusammen mit Rühlmann und Ladegast, 1925 Zinkprospekt, 1939 umdisponiert und erweitert von Jehmlich, 1945 zerstört |
| 1874           | 55         | Jaucha                                                | St. Martin                                                |                            | I/P                  | 8                                         | |
| 1874           | 56         | Klein Wanzleben                                       | Kirche                                                    |                            | II/P                 | 20                                        | |
| 1874           | 58         | Ludsen (1874: Lutzin)                                 | ev.-luth. Kirche                                          |                            | I/P                  | 10                                        | nicht erhalten |
| 1874           |            | Falkenhain                                            | Dorfkirche                                                |                            | vor 1874: I/P, II/P  | vor 1874: ≤14, 16                         | Umbau und Erweiterung um mehrere Register einer einmanualigen Knoblauch-Orgel von 1823, am 3. November 1874 eingeweiht, 1907 erneuert von Alfred Schmeisser, seit 2017 unspielbar wegen Kirchsperrung                      |
| 1875           | 59         | Trajuhn                                               | Kirche                                                    |                            | I/P                  | 9                                         | erhalten |
| 1875           | 60         | Machern                                               | St. Nikolai                                               |                            | II/P                 | 15                                        | erhalten, 1999 restauriert von B. Welde |
| 1875           | 62         | Wildschütz                                            | Kirche                                                    |                            | I/P                  | 9                                         | nicht erhalten; 1908 Gehäuse und ein Register in op. 304 von Rühlmann überführt |
| 1875–1876      | 63         | Hohenleina (Krostitz)                                 | St. Laurentius                                            |                            | II/P                 | 19                                        | erhalten, 2006 restauriert |
| 1875–1876      | 64         | Großsteinberg                                         | St. Martin                                                |                            | II/P                 | 11                                        | erhalten, 2005–2007 restauriert |
| 1876 (?)       |            | Düßnitz                                               | Kirche                                                    |                            | II/P                 | 10                                        | erhalten, 2014 restauriert |
| 1876           | 65         | Calau                                                 | Wendische Kirche                                          |                            | I/P                  | 6                                         | im Zuge der Kirchenrenovierung ab 1875 eingebaut, erhalten |
| 1876           | 66 bzw. 70 | Schweinitz                                            | St. Marien                                                |                            | II/P                 | 23                                        | erhalten, am 12. November 1876 eingeweiht, einen Tag nach der Abnahme, 2015 restauriert |
| 1877           | 67         | Thum                                                  | Stadtkirche St. Annen                                     |                            | II/P                 | 28, später 29 (?)                         | 1877 fertiggestellt, 1878 eingeweiht, nicht erhalten |
| 1877           | 68         | Steingrimma ab ca. 1980: Meyhen                       | Dorfkirche ab ca. 1980: Dorfkirche                        |                            | I/P                  | 7                                         | nach Meyhen bei Naumburg versetzt (1981 Überbaggerung Steingrimmas) |
| 1877           | 69         | Schköna                                               | Christuskirche                                            |                            | I/P                  | 8                                         | erhalten, 2010 restauriert |
| 1878           | 70         | Kolkwitz                                              | Dorfkirche                                                |                            | II/P                 | 18                                        | erhalten, 2005 und 2017 restauriert |
| 1878           | 71         | Maxen                                                 | Dorfkirche                                                |                            | II/P                 | 20                                        | am 6. Oktober 1878 eingeweiht |
| 1878           | 72         | Polenz                                                | Kirche                                                    |                            | II/P                 | 13                                        | erhalten, am 15. Dezember 1878 eingeweiht, 2015 restauriert |
| 1879           | 73         | Lößnig                                                | Gethsemanekirche                                          |                            | II/P                 | 10, ab spätestens 1927: 11, seit 1951: 12 | erhalten, Änderungen 1914, 1925 und 1927 von Ladegast, 1951 von Eule Orgelbau, 1963 von Hermann Lahmann, 1988 restauriert                                                                                                  |
| 1879           | 74         | Weßnig                                                | Radfahrerkirche                                           |                            | II/P                 | 13                                        | am 10. August 1879 eingeweiht, ab ca. 1970 in desolatem, unspielbarem Zustand mit fehlenden Teilen |
| 1879           | 75         | Schlieben, Niederlausitz                              | St. Martin                                                |                            | II/P                 | 26                                        | durchgreifender Umbau eines Instruments von Nicolaus Schrickel aus dem Jahr 1863, von 2013 bis 2019 restauriert durch den Mitteldeutschen Orgelbau A. Voigt                                                                |
| --- 1880er --- |            |                                                       |                                                           |                            |                      |                                           | |
| 1880           | 76         | Dautzschen                                            | Dorfkirche                                                |                            | I/P                  | 8                                         | erhalten, 2010 restauriert |
| 1881           | 77         | Kreischau                                             | Dorfkirche                                                |                            | I/P                  | 8                                         | erhalten, restauriert |
| 1881           | 78         | Lausa                                                 | Dorfkirche                                                |                            | II/P                 | 12                                        | |
| 1881           | 79         | Seyda                                                 | St. Peter und Paul                                        |                            | II/P                 | 18                                        | erhalten, eingeweiht am 17. September 1881 |
| 1882           | 81         | Nischwitz ab 1973: Annaberg                           | Dorfkirche ab 1973: Bergkirche                            |                            | II/P                 | 11                                        | erhalten, 1973 nach Aufgabe der Nischwitzer Kirche versetzt, 2010 restauriert |
| 1882           | 82         | Arnsnesta                                             | Dorfkirche                                                |                            | I/P                  | 8                                         | erhalten |
| 1882           | 83         | Lauta                                                 | Laurentius-Kirche                                         |                            | I/P                  | 9                                         | durchgreifender Umbau, Übernahme von Gehäuse, Windladen und Teil des Pfeifenwerks der 1794er Orgel von Carl Gotthold Claunigk, erhalten, 2018–2019 restauriert                                                             |
| 1883           | 84         | Ammelshain                                            | Dorfkirche                                                |                            | II/P                 | 10                                        | gestiftet u. a. von den Schwestern des Eduard von der Becke in Dresden |
| 1884           | 86         | Leulitz                                               | Laurentiuskirche (Leulitz)                                | Als Kugelpanorama anzeigen | II/P                 | 10                                        | 1970 um elektr. Gebläse ergänzt |
| 1884           | 87         | Groitzsch                                             | Stadtkirche „Unserer lieben Frauen“                       |                            | II/P                 | 17                                        | Abnahme durch Hermann Langer, am 20. Dezember 1884 eingeweiht, erhalten, Ende der 1950er umdisponiert, 2007 restauriert, 2019–2020 Entschimmelung und Restauration in den Urzustand, am 10. Mai 2020 wiedergeweiht         |
| 1885           | 88         | Dahlenberg                                            | Dorfkirche                                                |                            | I/P                  | 7                                         | |
| 1885           | 89         | Mügeln                                                | Dorfkirche                                                |                            | II/P                 | 10                                        | erhalten, 1935 pneumatisiert von Köhler, 1985 repariert, 2012 mechanisiert, Traktur in den Urzustand restauriert |
| 1885           | 90         | Hohndorf                                              | Dorfkirche                                                |                            | I/P                  | 6                                         | erhalten, 2008 restauriert |
| 1886           | 91         | Annaburg                                              | Betsaal des Militärknabeninstituts                        |                            | II/P                 | 12                                        | nicht erhalten oder versetzt |
| 1886           | 92         | Straach                                               | „Rote“ Kirche                                             |                            | II/P                 | 12                                        | restauriert 2021 → Orgel |
| 1886           | 93 bzw. 97 | Gröbern                                               | Elisabethkirche                                           |                            | I/P                  | 7                                         | erhalten, 2010 restauriert |
| 1886           | 94         | Rade                                                  | Dorfkirche                                                |                            | II/P                 | 10                                        | erhalten, 2009 restauriert |
| 1887           | 95         | Döbern                                                | Dorfkirche                                                |                            | I/P                  | 7                                         | |
| 1887           | 96         | Mühlberg an der Elbe                                  | Klosterkirche bzw. Altstädter Kirche                      |                            | II/P, ab 1914: III/P | 25, ab 1914: 32                           | 1914 Neubau durch Orgelbau Voigt in bestehendes Gehäuse, beide nicht erhalten |
| 1888           | 97         | Gladitz                                               | Dorfkirche                                                |                            | II/P                 | 12                                        | |
| 1888           | 98         | Wörblitz                                              | ev.-luth. Kirche                                          |                            | II/P                 | 10                                        | |
| 1888           | 99         | Zemnick                                               | Dorfkirche                                                |                            | I/P                  | 6                                         | sein kleinstes Werk |
| 1889, 30. März | 101        | Neiden                                                | Dorfkirche                                                |                            | I/P                  | 7                                         | |
| --- 1890er --- |            |                                                       |                                                           |                            |                      |                                           | |
| 1890           | 103        | Deuben                                                | Dorfkirche                                                |                            | II/P                 | 10                                        | gestiftet von Max Mehnert |
| 1890           | 104        | Eutzsch                                               | Dorfkirche                                                |                            | II/P                 | 11                                        | unverändert und voll funktionsfähig erhalten |
| 1890 (?)       |            | (?) ab 1933: Wittenburg später Dümmer ab 1963: Pogreß | Mariä Geburt                                              |                            | I/P                  | 6                                         | erhalten, versetzt |
| 1891           | 105        | Altenbach                                             | Dorfkirche                                                |                            | I/P                  | 6                                         | am 13. September 1891 eingeweiht |
| 1891           | 106        | Weidenhain                                            | Martinskirche                                             |                            | II/P                 | 9                                         | |
| 1892           | 107        | Paußnitz                                              | Dorfkirche                                                |                            | II/P                 | 15                                        | |
| 1893           | 109        | Boragk                                                | Dorfkirche                                                |                            | II/P                 | 9                                         | am 26. März 1893 eingeweiht, erhalten |
| 1893           | 110        | Staupitz                                              | Dorfkirche                                                |                            | I/P                  | 6                                         | |
| 1893           | 112        | Kleinrössen                                           | Dorfkirche                                                |                            | I/P                  | 5                                         | erhalten |
| 1895           | 114        | Uebigau                                               | St. Nikolai                                               |                            | II/P                 | 18                                        | am 4. Dezember 1895 abgenommen, bis auf die Prospektpfeifen original erhalten |
| 1895           |            | Drachhausen                                           | St. Laurentius                                            |                            | II/P                 | 14                                        | erhalten |
| 1896           | 117        | Thallwitz                                             | Kirche                                                    |                            | II/P                 | 21                                        | erhalten |
| 1897           |            | Sitzenroda                                            | Kirche                                                    |                            | II/P                 | 12                                        | |
| 1897           |            | Dabrun                                                | Kirche                                                    |                            | II/P                 | 12                                        | erhalten |
| 1897           | 120        | Hohendorf                                             | Kirche                                                    |                            | II/P                 | 10                                        | eingeweiht am 7. November 1897, nach seinem Tod |
| ?              |            | Mehlsdorf, Fläming                                    | Dorfkirche                                                |                            | I/P                  | 5                                         | Erbauungsjahr nicht angegeben, möglicherweise Leihorgel, ab etwa 1890 als Ersatz für jeweils zu erbauende neue Orgel in verschiedenen Kirchen                                                                              |

Nicht genau zu datieren waren Geißler-Orgeln in Gentha und Düßnitz. Die Herkunft der Orgel in Pogreß ist unklar, dokumentiert ist Paderborn; falls das Erzbistum Paderborn gemeint ist, könnte es sich um ein Werk von 1882 handeln, das an die kath. Kirche in Wittenberg ging, die bis 1949 diesem zugehörig war.